# برج العذراء (فلم)
برج العذراء هو فيلم مصري عُرض عام 1970، من بطولة صلاح ذو الفقار وناهد شريف وعادل إمام ولبلبة ومن إخراج محمود ذو الفقار.

## قصة الفيلم
يؤمن (فهمي فتح الله فتحي فتيحة) بالأبراج ويعمل وفقها، وتزيد مجموعة من الأحداث اقتناعه بها مثل ترقيته في العمل التي يتنبأ بها البرج ووفاة عمه ثم ميراثه منه. يقنعه أحد المنجمين أن عمره مرتبط بفتاة من برج العذراء لديها وحمة سوداء يبحث عنها فيكتشف أنها (نانا) خطيبة صديقه (عادل) فيحاول الحفاظ على حياتها، تتفق (نانا) و(إلهام) زوجته على خطة لإقناع (فهمي) بخطأ الاعتماد على التنجيم.

## طاقم التمثيل
- صلاح ذو الفقار: (فهمي فتح الله فتحي فتيحة)
- ناهد شريف: (نانا)
- عادل إمام: (أمين)
- لبلبة: (إلهام)
- حسين إسماعيل: (مدير عام شركة البطاطين)
- مختار أمين: (حسين)
- حسين التوني: (إسماعيل)
- فيفي يوسف: (زوجة حسين)
- خديجة محمود: (بائعة السجائر)
- سناء يونس: (إحسان)
- عبد الغني النجدي: (دجاجيل فلافيل)
- السيد راضي: (خليل دياب - الطبيب النفسى)
- عبد المنعم عبد الرحمن: (علي)
- أميرة: (أميرة)
- فاروق فلوكس: (المحامي)
- صالح الإسكندراني: (فرّاش مكتب شركة البطاطين)
- محمد سلطان: (كمال)
- عماد محرم: (مدعو بحفل السهرة المنزلية)
- كوثر شفيق

## فريق العمل
- إخراج: محمود ذو الفقار
- تأليف: فاروق سعيد
- مدير التصوير: علي خير الله
- مونتاج: فكري رستم
- إنتاج: أفلام الشعلة (محمد يونس)
- توزيع: المؤسسة المصرية العامة للسينما